# Свобода слова в Швеции
Шведское законодательство, гарантирующее свободу слова, является одним из старейших в мире. Здесь цензура была отменена в 1766 году.  С одной стороны, предусмотрено право каждого на доступ к публичным документам, защиту источников информации, особые процедурные механизмы по защите высказываний в СМИ. С другой стороны, плюрализм мнений поддерживается благодаря общественному теле- и радиовещанию, государственным дотациям для прессы, эффективной системе саморегуляции в самой журналистской среде.  Это обеспечивает Швеции лидирующие позиции в рейтингах, которые оценивают уровень свободы слова в мире.

## Общие принципы

### Базовые законы
Акт о свободе печати (Tryckfrihetsförordning) и Акт о свободе самовыражения (Yttrandefrihetsgrundlagen) являются частью шведской конституции.
Акт о свободе печати устанавливает принципы открытого общества и гарантирует общий доступ к официальной информации. Согласно ему, любой человек имеет право доступа к документации риксдага, правительства и других государственных органов, включая и любые финансовые отчеты. Еще один важный принцип Акта о свободе печати – свобода передачи информации, означающий, что граждане Швеции имеют право предоставлять СМИ любую информацию. При этом журналист или издатель не имеет права раскрывать свой источник, если предоставивший ее пожелает остаться анонимным.
Акт о свободе самовыражения закрепляет право публично выражать свои мысли, мнения и чувства на радио, телевидении, в кино, видео и аудиозаписях, а также в блогах и веб-сайтах с журналистким фокусом. Цель этого закона обеспечить свободный обмен мнениями, всестороннее информирование и свободу творчества (1 kap 1 §). Закон в основном отражает уже закреплённые в Акте о свободе печати принципы, как-то безоговорочный запрет на цензуру, свободу передачи информации и право на анонимность. Также эти законы предоставляют исчерпывающий список возможных преступлений, связанных с свободой слова и самовыражения.

### Ограничения
Хотя шведская конституция в целом защищает свободу слова и самовыражения, она не исключает некоторых ограничений. Так, к примеру, Акт о свободе печати позволяет другим законам регулировать и ограничивать некоторые виды рекламы (в частности, алкоголя и табачных изделий, лекарств и т.п.), распространение конфиденциальных данных (этническое происхождение, расу, политические взгляды, религиозные и философские убеждения, а также информацию о здоровье, личной жизни и сексуальной ориентации, генетических и биометрических данных). Также действие этого Акта не распространяется на детскую порнографию (Кар. 1 §§ 12-14).
Гарантируя гражданам доступ к публичной информации, государство оставляет за собой право при необходимости ограничить его, исходя из соображений госбезопасности, финансовых интересов общества, предупреждения и судебного преследования преступлений, защиты отдельных лиц, сохранения животных и растений (Кар. 2 § 2). Вопросы публикации/запрета обнародования публичной информации, а также обязанности сохранять конфиденциальность регулируются законом “О публичности и конфиденциальности” (Offentlighets- och sekretesslag (2009:400).
Акт о свободе печати также перечисляет преступления, связанные с вопросом свободы слова и самовыражения (Кар. 7). Криминализированы угрозы (hot), клевета (förtal)  и оскорбления (förolämpning) по отношению к отдельным лицам. При чем, как следует из шведского Уголовного кодекса, правдивость заявления, оцениваемого как оскорбительное или клеветническое, не является оправданием. Решающим фактором в этом случае становится то, хотел ли человек специально причинить вред другому человеку. То есть даже если правдивое утверждение, что лицо А обвиняют в изнасиловании, распространяют с целью нанести репутационный урон человеку, это все равно рассматривается как клевета. С другой стороны, если при необходимости СМИ распространяют эту информацию без непосредственной цели навредить человеку, это не считается клеветой. Подобные преступления наказываются штрафом или тюремным заключением до шести месяцев за оскорбления и двух лет за клевету. Эти же преступления могут быть совершены и по отношению к умершему, если это причинило страдания его близким или прошло немного времени со дня его кончины.
В Швеции язык вражды, а именно распространение угроз и неуважительных высказываний, направленных против группы людей, объединенной по признаку расы, цвета кожи, национального или этнического происхождения, верований, сексуальной ориентации или гендерной идентичности, также является уголовным преступлением и наказывается штрафом или тюремным заключением до двух лет (при отягчающих обстоятельствах до четырех лет) (BrB Kap. 16 § 8).
Также криминализировано подстрекательство, описываемое в Уголовном кодексе как распространение письменного сообщения или устное выступление перед собранием с целью побуждения совершить уголовное деяние, пренебречь гражданским долгом, ослушаться государственных институтов (16 kap. 5 § BrB).  К нарушению законодательства о свободе слова относятся госизмена, подстрекательство к войне, шпионаж, разглашение государственной тайны, распространение слухов, угрожающих государственной безопасности во время войны и т.п. (Кар. 7 § 11-20).
Важно отметить, что законодатель предусмотрел ряд предохранителей при рассмотрении правонарушений, связанных со свободой слова. Они рассматриваются по специальной процедуре. Обвинения могут быть выдвинуты лишь Канцлером юстиции, который, как ожидается, будет действовать с большой осторожностью, чтобы не совершить неуместное посягательство на свободу слова. Процедура рассмотрения таких дел предусматривает участие жюри присяжных, проводящих двойную проверку: дело должно подпадать под действие Актов о свободе печати или свободе самовыражения, а также уголовного законодательства. Даже если присяжные признают вину нарушителя, суд, отдельно изучив меру ответственности, может оправдать подсудимого или назначить более легкое наказание (Акт о свободе печати, Кар. 12 § 2).
Срок подачи искового заявления в суд также ограничен. Для периодических изданий и телерадиоорганизаций он составляет шесть месяцев со дня обнародования, для печатных материалов - один год.
Близкой темой является свобода собраний. Мир и порядок в общественных местах регулируется Законом об общественном правопорядке (Ordningslag (1993:1617), и именно он регулирует проведение мирных собраний (демонстраций, собраний с общественной, политической, религиозной повесткой, лекций, кинопоказов, концертов, артистических мероприятий) с целью обеспечить безопасность его участников. Согласно шведскому законодательству для проведения публичного собрания необходимо получить разрешение полиции, которая может попросить предоставить дополнительную информацию о событии. Власти могут запретить проводить мирные собрания, если во время мероприятия предусмотрена демонстрация порнографического контента, а также ограничить проведение собраний на определенной территории, если Швеции угрожает война, или она находится в состоянии войны, а также с целью предотвращения эпидемий и эпизоотий (2 Кap. §§ 14-15).  Полиция имеет право окончить публичное собрание, если оно проводится без разрешения, носит деструктивный характер (oordning), сильно блокирует дорожное движение, присутствующие на нем подвергаются опасности (2 Кap. §§ 22-23).

## Свобода слова в интернете
На рубеже 1980-1990-х Швеция стала одним из мировых лидеров по внедрению интернета. В 2019 году 98% шведских домохозяйств имеет доступ ко всемирной паутине, а 95% населения утверждают, что они пользуются интернетом.
В 2012 году Швеция возглавила рейтинг World Wide Web Foundation, отображающий уровень развития инфраструктуры, количество пользователей, веб-контент, а также уровень влияния интернета на политику, экономику и общество. Принципы свободы слова и широкого публичного доступа к общественно значимой информации законодательно закреплены и для интернет-пространства. В целом, Швеция не прибегает к интернет-цензуре, слежке; государство не ограничивает доступа к каким-либо веб-сайтам, сервисам  VPN, не мониторит имейлы и чаты без соответствующих юридических полномочий.  Согласно отчету Сloudwards.net, отслеживающему уровень цензуры в интернете в 149 странах мира, в 2019 году Швеция была одной из 6 стран со свободным интернетом.
Свобода слова в интернете защищается Законом об ответственности за электронные сообщения (Lag (1998:112) om ansvar för elektroniska anslagstavlor). Под действие закона подпадают веб-сайты, но не содержание имейлов. В свою очередь, закон обязывает поставщиков услуг, хранящих информацию на серверах, удалять или делать недоступным очевидно нелегальный контент (они не уполномочены принимать решения в сомнительных случаях). Это касается подстрекательства к свержению конституционного строя, пропаганды ненависти против этнической или другой группы людей, детской порнографии, незаконного распространения фото- или киноматериалов, изображающих грубое насилие, очевидного нарушения авторских прав (5 §).
С другой стороны, несмотря на законодательный запрет, Швеция является одним из крупных потребителей пиратского контента, также здесь до недавнего времени был размещен один из крупнейших торрент-ресурсов The Pirate Bay. После 2009 года, когда Швеция имплементировала директиву ЕС об обеспечении соблюдения прав интеллектуальной собственности (IPRED), интернет-провайдеры обязаны предоставлять IP-адреса предполагаемых нарушителей. В юридической практике были прецеденты, когда суды все же заставляли провайдеров предоставить имена клиентов, пользующихся торрентами. Также действуют несколько частных инициатив, представляющих интересы обладателей интеллектуальных прав и отслеживающих потребителей нелегального контента. Однако согласно опросу, проведенному в 2015 году, 29% совершеннолетних шведов использовали незаконные сервисы для просмотра фильмов и телевизионных программ. Среди молодежи до 30 лет количество потребителей пиратского контента составляло 61%.
Так как Швеция гарантирует доступ общественности к публичной информации, личная информация о физических лицах, находящаяся в распоряжении Государственной налоговой службы (Skatteverket) и Государственного реестра адресов населения (Statens personadressregister, SPAR), является публичной. Вследствие этого в интернете очень легко найти детальную информации о шведских резидентах (личный идентификационный номер, адрес, номер телефона, семейное положение, модель автомобиля и т.п). Чтобы удалить эту информацию со множества коммерческих веб-сайтов, которые ее собирают и публикуют, необходимо связываться с каждым из них индивидуально.

## Свобода слова и СМИ

### Государственная политика, направленная на обеспечение плюрализма мнений
В Швеции действует система поддержки СМИ с целью обеспечения плюрализма мнений. Одним из элементов этой системы является субсидирование печати. В 1950-х – начале 1960-х из-за изменений на медиа-рынке шведские экономисты заговорили о периоде «смерти газет». Чтобы поддерживать высокий уровень партийного плюрализма, а впоследствии и затем, чтобы сохранить наличие конкурирующих СМИ, независимых от политических партий, шведское государство создало систему финансовой поддержки газет. Избирательная дотация для прессы начала действовать в 1971. Она финансировалась из налогов от рекламы.
На данный момент есть несколько видов таких дотаций. Субсидию на операционную деятельность получают цифровые издания, газеты, выходящие хотя бы раз в неделю и имеющие минимум 1500 подписчиков или направленные на языковые меньшинства. Также предоставляются субсидии на распространение и медиа-дотации, которые выдают инновационным и локальным журналистским проектам. Эта система продолжает действовать и сейчас (в 2015 году на субсидии пошло 464 миллиона шведских крон - 2,6% от общих доходов медиа-компаний), несмотря на критические замечания, что господдержка убивает конкуренцию, а снижение наголов для СМИ и благотворительная поддержка инновационных проектов была бы эффективней.
Как и во многих странах Западной Европы, гарантом равного доступа граждан к значимой информации стали общественное телевидение Швеции (SVT), общественное радио (SR), а также образовательная телерадиовещательная компания (UR). Общественное вещание в Швеции создавалось как неполитический институт, обслуживающий общество в целом. Это отразилось и в структуре собственности: в 1960-х в нее вошли самые разные общественные силы – профсоюзы, организации потребителей, церковь, пресса и бизнес. В результате SVT и SR получили высокий уровень независимости от государства, что повысило их политическое влияние в обществе.
В обязанности общественного вещателя входит предоставление качественных, разнообразных и инновационных программ, доступных каждому и отражающих положение дел в стране и разнообразие мнений. Раньше общественное вещание в Швеции финансировалось всеми зрителями и слушателями: они регулярно платили лицензию за пользование телевидением и радио. С 2019 года лицензию упразднили, теперь все жители страны платят дополнительный налог, который может достигать 1300 шведских крон с человека в год.

### Система подотчетности прессы
Уровень доверия к шведским СМИ, особенно к общественному вещанию, довольно высокий, и это в значительной степени объясняется готовностью журналистов отчитываться перед обществом.
Система саморегулирования шведских СМИ не прописана в законах. Она абсолютно добровольная, и полностью финансируется четырьмя журналистскими организациями: Шведской ассоциацией медиа издателей, Ассоциацией издателей журналов, Союзом журналистов Швеции, Национальным пресс-клубом. Эти организации также ответственны за разработку кодекса журналистской этики, определяющего правила поведения сотрудника СМИ (например, не принимать подарки, если они ставят под сомнение независимость журналиста, не использовать служебное положение в личных целях, производить скрытую запись лишь в исключительных обстоятельствах и т.п.)
Совет по делам печати (Pressens Opinionsnämnd, PON), основанный еще в 1916 году, является старейшим в мире “судом чести” для журналистского сообщества. Туда входит судья, по представителю от каждой вышеупомянутой организации и три представителя общественности, которые не должны иметь никаких связей с журналистикой или медиа-бизнесом.
В 1969 году система подотчетности прессы дополнилась фигурой пресс-омбудсмена (Medieombudsmannen), разбирающего жалобы аудитории на журналистов.

### Вызовы и оценка
Шведских журналистов арестовывают, когда те освещают жизнь в недемократических странах. Так, в 2011 году журналистов Мартина Шиби (Martin Schibbye) и Йохана Перссона (Johan Persson) обвинили в терроризме, когда те освещали конфликт в Огадене, Эфиопия. Их приговорили к 11 годам лишения свободы, но освободили спустя 438 дней. Шведско-эритрейский журналист и писатель Давит Исаак сидит без суда в эритрейской тюрьме с 2001 года. Amnesty International считает его узником совести.
Говоря о проблемах, связанных со свободой слова в Швеции, стоит упомянуть угрозы журналистам. Согласно исследованию Гётеборгского университета, проведенного в 2017 году, 26,5% шведских журналистов на протяжении года получали в свой адрес угрозы. Две третьих - уничижительные комментарии. Угрозы журналистам в профессиональном сообществе рассматриваются как угроза демократии. Журналистские профсоюзы оказывают в таких случаях юридическую поддержку.
Несмотря на это, Швеция занимает лидирующие позиции в рейтингах, оценивающих свободу слова в мире. По оценке Freedom House по уровню свободы слова Швеция находится в категории свободных стран.  Согласно обнародованному в 2019 году отчету “Репортеров без границ” Швеция заняла третье место в мире (после Норвегии и Финляндии) по уровню свободы прессы.
Швеция также способствует продвижению принципов свободы слова и самовыражения в проблемных регионах методами культурной дипломатии, например, финансируя соответствующие программы ЮНЕСКО, проводя фестивали.

## Ключевые даты
1483 ● Менее, чем через 30 лет после появления Библии Гутенберга, в Швеции была напечатана первая книга, Dialogus creaturarum.
1661 ● Впервые вводится цензура. По два экземпляра каждой книги, напечатанной в королевстве, должны были быть направлены на проверку. Книги, чье содержание было признано оскорбительным или вредным, изымались, книгоиздатели должны были заплатить штраф. С 1662 года книги подвергались проверке еще до печати.
1730 ● Часть книги Arcana Oeconomiae et Commercii (автор Андерс Норденкранц), посвященная теме свободы печати, подверглась цензуре и была изъята еще до публикации текста.
1759 ● Философ и ботаник Петер Форшколь (Peter Forsskål) публикует памфлет “Мысли о гражданской свободе” (Tankar om borgerliga friheten) с призывом предоставить свободу печати. Несмотря на предварительное разрешение цензора, экземпляры брошюры были конфискованы.
1765 ● В условиях общественного давления правительство инициирует всеобъемлющий пересмотр конституции.
1766 ● Швеция становится первой страной в мире, в конституции которой зафиксирована свобода печати. Параграф 86 Основного закона гласил: “…под свободой печати понимается право каждого шведа издавать печатные произведения без того, чтобы ему в этом могла воспрепятствовать государственная власть, так что он только после издания может быть привлечен к ответственности … если его сочинение по своему содержанию очевидно нарушает законы, изданные для обеспечения общественного спокойствия, но без стеснения общего просвещения». И чуть ниже в этом же параграфе шведам предоставлялось право доступа к официальным документам.
1774 ● Король Густав III представляет свой вариант закона о свободе печати, который не только ограничивал доступ к общественной информации, но и оставлял на усмотрение короля решение о том, что будет печататься.
1810 ● После покушения на Густава III, закон о свободе печати несколько раз пересматривался. Закон, принятый в 1810 году, детально регулировал вопрос свободы печати и возобновлял право доступа общественности к официальным документам.
1835-1838 ● За три года государство 14 раз отзывало лицензию на печать либеральной газеты Aftonbladet. Каждый раз основатель издания был вынужден менять главного редактора и начинать выпуск газеты под новым названием.
1884 ● Писателя Августа Стриндберга обвинили в богохульстве - якобы то, как он описал обряд причастия в сборнике “Рассказы о браке” было “издевательством над Божьим словом и таинствами”. Когда же со Стриндберга сняли все обвинения, его сторонники расценили этого как торжество свободы слова.
1916 ● Основан Совет по делам печати (Pressens Opinionsnämnd, PON). Его цель - решение конфликтов между изданиями, а также между газетами и общественностью. В том же году был принят первый кодекс журналистской этики.
1940 ● Во время Второй мировой войны Швеция была нейтральной страной, в том числе и в информационном пространстве. Для этого были основаны несколько организаций,  занимающихся формированием общественного мнения, а также взаимодействием с прессой. За период с 1939 по 1943 год правительство конфисковало 368 книг. Было предъявлено 55 обвинений в соответствии с законом о свободе печати (в том числе касательно 14 коммунистических и 13 нацистских газет).
1949 ● Вступил в действие современный Акт о свободе печати (Tryckfrihetsförordning). В него были добавлены защита источников информации, а также защита служащих, информирующих о нарушениях.
1969 ● Учрежден институт пресс-омбудсмана, разбирающего жалобы аудитории на журналистов.
1991 ● Парламент принимает Акт о свободе выражения мнения (Yttrandefrihetsgrundlagen). Эти поправки конституции регулируют свободу выражения в аудио-визуальных медиа, включая радио, телевидение, кино, а также в некоторой степени в интернете.
2007 ● Скандал вокруг шведского иллюстратора Ларса Вилкса, создавшего серию карикатур на исламского пророка Мухаммеда.
2011 ● Швеция стала первой в мире страной, передавшей свой официальный аккаунт в Твиттере @sweden простым жителям страны (каждую неделю возможность писать там получал новый человек). Цель проекта - показать страну глазами разных людей, которые по сути ее и составляют.